# Fifi (Marocco)
Fifi  (in arabo فيفي‎?) è un centro abitato e comune rurale del Marocco situato nella provincia di Chefchaouen, regione di Tangeri-Tetouan-Al Hoceima. Conta una popolazione di 8 104 abitanti (censimento 2014).